# アゲハモドキ
アゲハモドキ（揚羽擬、Epicopeia hainesii）は、アゲハモドキガ科に分類されるガの一種。

## 分布
日本列島、朝鮮半島、台湾、中国大陸、チベットおよびベトナムにおいて分布が確認されている。日本では北海道､本州､四国､九州および対馬に分布する。
本種は分布と形態的な差異により以下の4亜種に分けられる。
- E. h. hainesii：日本本土
- E. h. tsushimana：対馬
- E. h. matsumurai：台湾
- E. h. sinicaria：中国、チベット

## 形態・生態
成虫の前翅開帳は日本本土亜種で55-60mm。後翅には尾状突起と赤色の斑紋が存在する。翅は黒っぽい灰色を基調とするが、台湾亜種 subsp. tsushimana と中国亜種 subsp. sinicaria は前・後翅ともに中心部が白っぽくなる変異が見られる。この変異は連続的で、白色の程度には個体差がある。触角は♂で櫛歯状、♀ではほぼ糸状になる。後述するように形態的にアゲハチョウ科の一部と類似する。
昼行性とされ､主にイタドリやウツギなどの花を訪れて花蜜を摂取する。夜間に人工の灯りに飛来する事もある。成虫は日本本土亜種では5月から9月ごろ､台湾亜種では4月から10月ごろまで見られ、いずれも年2回発生とされる。
幼虫の腹脚は5対。体表が白い蝋状物質に覆われる。食草としてミズキ科のミズキ、クマノミズキ、ヤマボウシが記録されている。本種の食草はかつてクスノキ科のヤマコウバシとされていたが、これは誤りである。

### 擬態
本種の成虫はクロアゲハやジャコウアゲハなどの黒地に赤紋を有するアゲハチョウ科の蝶に類似することがよく知られる。とくに有毒種であるジャコウアゲハの♀との類似が指摘され、有毒種をモデルとしたベイツ型擬態の好例とされることがある。しかしながら、本種とジャコウアゲハの分布域は完全には重なっておらず、たとえば北海道にはクロアゲハもジャコウアゲハも分布しないが本種は分布する。モデル種が同所的に分布しない場合、捕食回避のためのベイツ型擬態は機能しにくいため、ミューラー型擬態の可能性も議論されているが、幼虫の食草であるミズキ科植物にはアリストロキア酸やピロリジジンアルカロイド、強心配糖体などの典型的な有毒二次代謝産物は含まれておらず、捕食者に対する化学防御手段も現在のところ解明されていない。「ある昆虫が鳥にとってまずいこと」自体を実証するのは難しいためにベイツ型擬態とミューラー型擬態の境界は曖昧であることもあり、化学生態学をはじめとして、本種の擬態に関する生態学的な知見は依然として不足している。
また、本種の幼虫に関しても、ボタンヅルワタムシ Colophina clematis（半翅目アブラムシ科）などの白い蝋状物質を分泌する昆虫によって形成される擬態環に関与している可能性が報告されている。

## ギャラリー

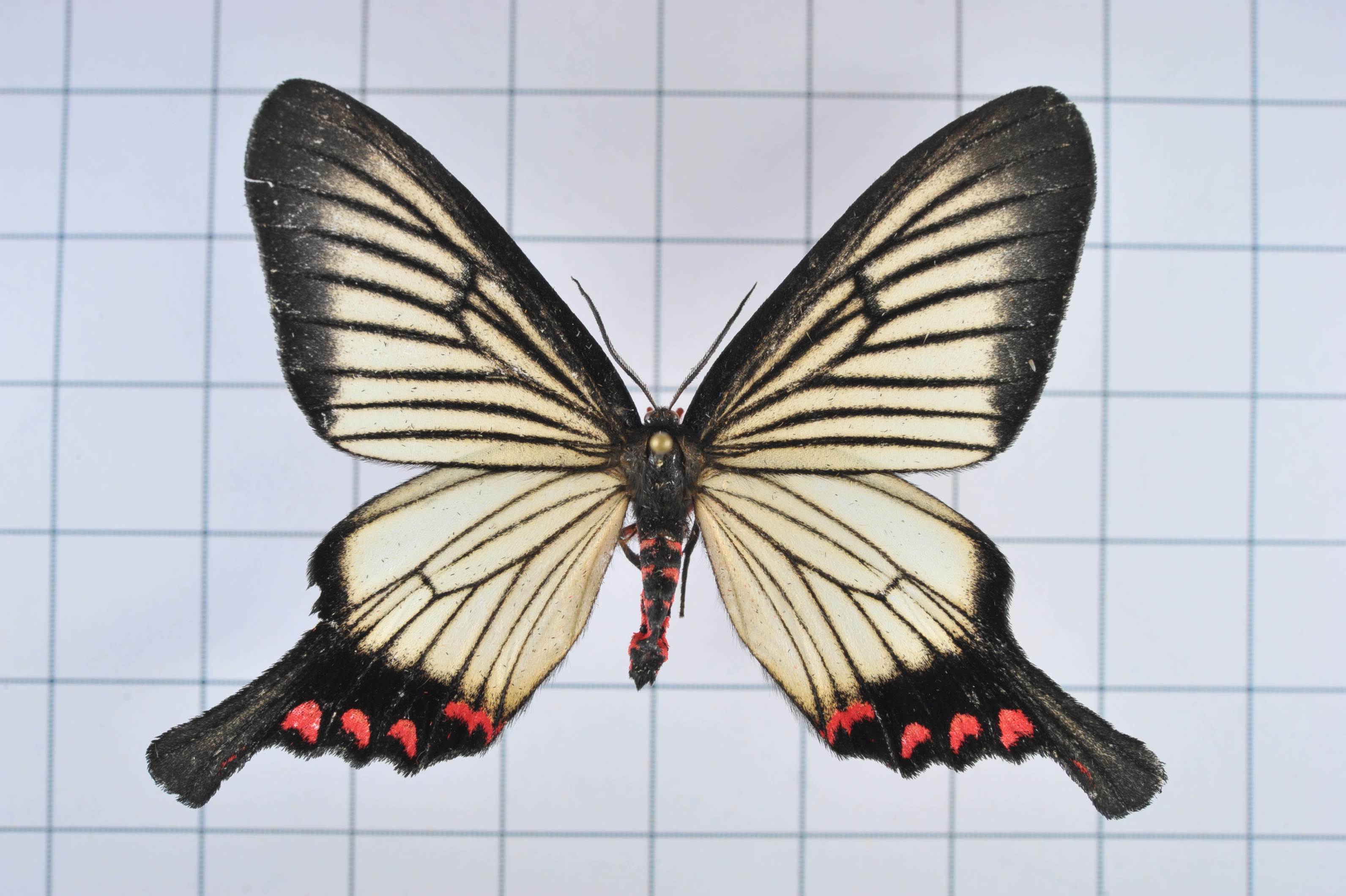
台湾亜種 subsp. matsumurai 展翅標本
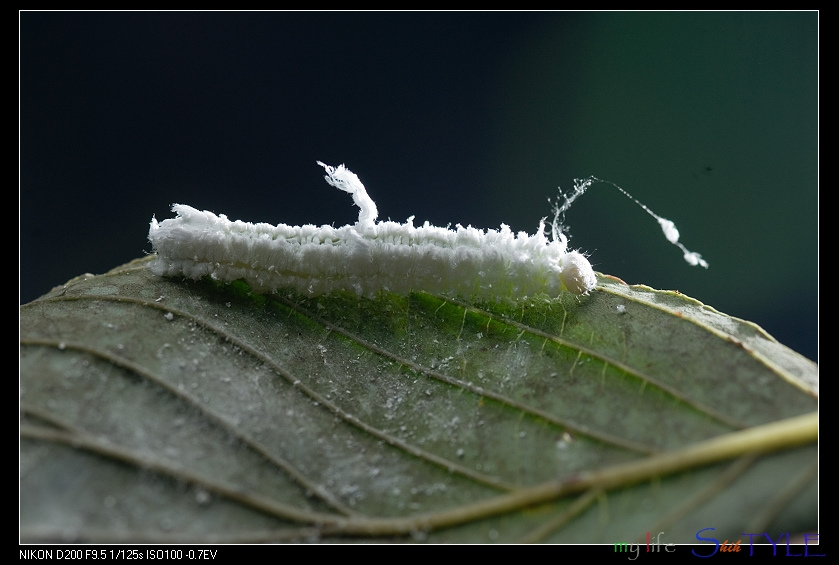
台湾亜種幼虫
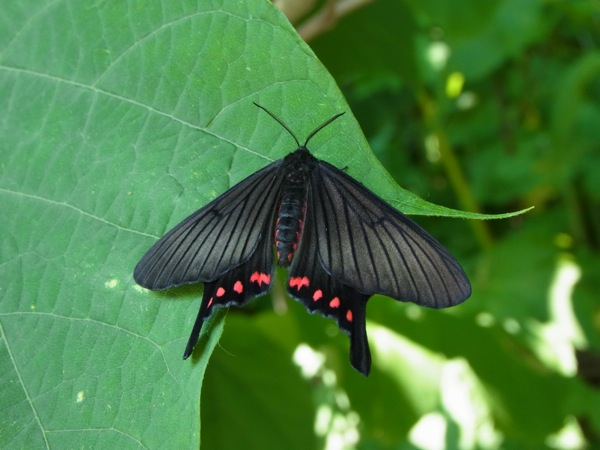
本土亜種 subsp. hainesii 成虫